# Virginie Kempf
Pour les articles homonymes, voir Kempf.
Virginie Kempf est une danseuse française née le 24 avril 1969.

## Biographie
À 6 ans elle fréquente la classe de danse de Jacqueline Sebille à Montreuil (qui formera aussi Virginie Rousselière et Caroline Bance).
En octobre 1979, à 10 ans, elle entre en 5e Division à l'École de Danse de l'Opéra de Paris, dirigée par Claude Bessy. Elle a pour professeurs Mademoiselle Gary, Mademoiselle Vlassy, Lucien Duthoit, Irina Gregbina et surtout Claire Motte et Max Bozzoni, qui était aussi son professeur à l'extérieur.
À 15 ans elle intègre le Corps de ballet de l'Opéra de Paris avec une dérogation de l'État. Cette même année, alors qu'elle est quadrille, Virginie Kempf danse Continuo, ballet sur  le Canon de Pachelbel dans une soirée Tudor avec Sylvie Guillem et Isabelle Guérin. Avec Rudolf Noureev, le directeur de la Danse, elle participe à de nombreuses tournées Internationales et son évolution est précoce. Elle est nommée coryphée, quatrième échelon dans la hiérarchie du Ballet de l'Opéra de Paris en 1986 et sujet, troisième échelon, en 1987, à 17 ans. 
En 1988, elle obtient le Prix du Cercle Carpeaux et décroche la Médaille d'Or du Concours international de ballet de Varna, en Bulgarie.
Elle est, aussi, la petite mère de Jean-Guillaume Bart. Elle ne sera jamais nommée étoile. 
À partir de novembre 1989, le départ de Rudolf Noureev et son remplacement au poste de directeur de la Danse par Patrice Bart contrarient son ascension.
En 1992, elle se blesse sérieusement au pied. Elle doit quitter l'Opéra et arrêter la danse durant 4 ans.
En 1996, elle danse à nouveau au ballet de l'Opéra national de Bordeaux puis devient Soliste aux Ballets de Monte-Carlo, dirigés par Jean-Christophe Maillot.

## Sources
- « Silhouette : Virginie Kempf », Danser n°60, octobre 1988  (ISSN 0755-7639).